# Государственная публичная научно-техническая библиотека СО РАН
Госуда́рственная публи́чная нау́чно-техни́ческая библиоте́ка Сиби́рского отделе́ния Росси́йской акаде́мии нау́к (ГПНТБ СО РАН) — крупнейшая библиотека в России за Уралом, государственный универсальный депозитарий Сибири, информационный центр федерального значения. В его состав входят: Музей книги, Сибирский региональный библиотечный центр непрерывного образования, Сибирский региональный центр консервации документов, Многофункциональный центр региона по предоставлению патентно-информационных услуг в области охраны и защиты объектов интеллектуальной собственности. Это единственный за Уралом НИИ в области библиотековедения и книговедения, где работают 6 докторов и 35 кандидатов наук. Главное здание находится по адресу: 630200, Новосибирск, ул. Восход, 15.

## Общие сведения
ГПНТБ СО РАН является публичной библиотекой универсального профиля. Это крупнейший обладатель информационных ресурсов: сейчас более 2 тыс. профессоров и преподавателей, почти 1,5 тыс. аспирантов и более 11 тыс. студентов регулярно пользуются ими в библиотеке, а удаленно, через сайт библиотеки — несколько миллионов пользователей. Основой обслуживания является уникальный фонд отечественных книг, журналов, патентов и стандартов общим объемом около 14 млн экземпляров, формирующийся на базе ФЗ «Об обязательном экземпляре» и иностранного комплектования; зарубежная часть фонда — 3,5 млн ед. Библиотека предоставляет удаленный доступ почти к 8 тыс. полных текстов зарубежных научно-технических журналов, а доступные реферативные базы данных (БД) состоят из почти 18 тыс. зарубежных периодических источников информации. На своих серверах библиотека хранит 110 разнообразных баз данных, более 47 млн записей по широкой тематике научно-практических задач, решаемых в Сибири. Формируется БД «Сибирика». Созданная технология оцифровки редких книг и рукописей позволяет работать в удаленном режиме с почти 1 тыс. уникальных рукописей и изданий, которые не выдаются на руки в оригинале. Информационное и библиотечное обслуживание читателей-пользователей реализуется на базе  автоматизированных и информационных технологий.
Библиотека имеет 18 читальных залов на 600 читательских мест. Ежедневно её посещают около 1000 читателей, которым выдается около 12 тыс. изданий и оказывается комплекс необходимых библиотечно-информационных услуг.
Имеющийся в библиотеке фонд редких книг и рукописей является одним из важнейших памятников российской культуры. Уникальность и полнота фонда позволяют рассматривать его как страховой фонд национальной памяти России. Значительную часть его составляют книги и рукописи, собранные во время археографических экспедиций по Сибири и Дальнему Востоку. В 1992 г. в ГПНТБ создан музей книги.
Основная функция ГПНТБ СО РАН — информационное обеспечение научных исследований 90 НИИ СО РАН, а также информационно-библиотечное обслуживание всех категорий специалистов на территории сибирского региона, обеспечение их права на свободный доступ к информации, на приобщение к общемировым ценностям науки и культуры.
ГПНТБ СО РАН — крупнейший обладатель интеллектуальных ресурсов региона в своей профессиональной области. На её Высших библиотечных курсах за 10 лет повысили свою квалификацию более 300 библиотекарей. На базе Новосибирского государственного педагогического университета идет подготовка специалистов с высшим библиотечным образованием, причем преподавателями всех профильных дисциплин являются сотрудники библиотеки. Уже насчитывается 38 выпускников, обучается 138 (данные на июль 2011 г.). На обучающих семинарах центра непрерывного библиотечного образования за последние 12 лет повысили свою квалификацию более 5 тыс. библиотечных специалистов региона. Здесь работает постоянно действующий семинар по повышению квалификации патентно-лицензионных работников области, на котором ежегодно обучаются свыше 300 человек, с 2010 г. — информационная школа молодого ученого, которую прошли около 100 специалистов. При ГПНТБ действует аспирантура и докторантура по подготовке кандидатов и докторов наук по 2 специальностям: «библиотековедение, библиографоведение и книговедение» и «информационные системы и процессы». С 1995 г. функционирует диссертационный совет, в котором защищено 85 диссертаций (данные на июль 2011 г.). Как крупный культурный и просветительский центр Библиотека постоянно проводит лекции, конференции, научные семинары, презентации, вернисажи и экскурсии.

## История
ГПНТБ (первоначально ГНБ — Государственная научная библиотека Президиума Высшего совета народного хозяйства) была создана в 1918 году в Москве. Её организаторами и первыми директорами были Л. А. Шлоссберг, А. И. Яковлев, Д. И. Ульянов.
В 1927 г. становится центральной библиотекой промышленности.
В 1946 г. решением правительства библиотека была передана в ведение Министерства высшего образования СССР для обслуживания научных и инженерно-технических работников министерств, ведомств, учреждений и предприятий страны.
В 1948 г. библиотека была наделена правом на получение из Всесоюзной книжной палаты бесплатного обязательного экземпляра всей печатной продукции, издаваемой в СССР.
В 1958 г. постановлением Совета Министров СССР библиотека передаётся в состав Сибирского отделения Академии наук СССР (Новосибирск) и переименовывается в Государственную публичную научно-техническую библиотеку Сибирского отделения Академии наук СССР (ГПНТБ СО АН СССР).
1961 г. — в Новосибирске начато возведение здания библиотеки по проекту архитектора А. А. Воловика.
1963 г. — в ГПНТБ СО АН СССР начали действовать Высшие библиотечные курсы для специалистов с высшим непрофильным образованием.
15 октября 1966 г. — открытие ГПНТБ СО АН СССР для читателей в своем новом здании, построенном СМУ-8 п/я 111 (нынешний «Сибакадемстрой»). Переезд в Сибирь, таким образом, занял свыше 4 лет. Перебазирование из столицы на периферию столь крупной библиотеки до сих пор остается уникальным в мировой практике.
1967 г. — при библиотеке открыта заочная аспирантура по специальностям — библиотековедение, библиографоведение и книговедение.
В 1973 г. становится хранилищем диссертаций, защищённых в научно-исследовательских учреждениях СО АН СССР.
В 1975 г. начинает выполнять функцию регионального депозитария.
В 1982 г. начато создание автоматизированной системы научно-технической информации СО АН СССР.
1983 г. — открыта очная аспирантура по специальностям — библиотековедение, библиографоведение и книговедение.
1984 г. — постановлением Президиума СО АН СССР библиотека утверждена в качестве центра научно-технической информации СО АН СССР.
1989 г. — при ГПНТБ СО РАН открыта кафедра профилирующих дисциплин Кемеровской государственной академии культуры и искусств (с 2004 г. — Кемеровский государственный университет культуры и искусств) (заочное отделение).
1991 г. — создано представительство немецкого издательства «Шпрингер-Ферлаг» (Springer Verlag).
1992 г. — в ГПНТБ создан музей книги.
1994 г. — ГПНТБ стала представителем Лейпцигской книжной ярмарки для Сибири.
1995 г. — начал функционировать диссертационный совет.
1998 г. — создан Сибирский региональный библиотечный центр непрерывного образования.
1998 г. — получено свидетельство о государственной аккредитации.
2001 г. — получена лицензия на издательскую деятельность.
2005 г. — вышел первый номер журнала «Библиосфера». В 2010 г. внесен в список журналов ВАК.
Здание библиотеки в Новосибирске начали возводить в 1961 г. Проект разрабатывался в «Новосибпроекте» авторским коллективом: архитекторы А. А. Воловик, Е. В. Амосов, консультант — московский архитектор Ф. Н. Пащенко. Перед создателями стояла трудная задача, так как отсутствие опорной застройки и четкой градостроительной перспективы территории, отведенной для постройки библиотеки, вынуждало их задать зданию масштаб, не связанный с будущим архитектурным окружением и с будущей градостроительной ситуацией. Они придали зданию форму четкого моноблока с симметричным решением фасада, так как оно замыкало перспективу улицы Восход и композиция фасада требовала центрической оси для равновесия его частей при обзоре фасада с улицы. Перебазирование книжных фондов и отделов ГПНТБ СО АН в Новосибирск началось 7 января 1961 г. (когда в город прибыл первый контейнер с книгами) и закончилось 31 мая 1965 г. (дата поступления последнего контейнера).

## Международная деятельность
ГПНТБ СО РАН ведёт международный книгообмен с 300 партнёрами в 32 странах мира, осуществляет сотрудничество с крупнейшими библиотечными и информационными центрами: Британской и Баварской национальными библиотеками, Немецким научным обществом, библиотекой Ганноверского технического университета, ЦНБ Казахстана и др. Является постоянным участником Франкфуртской (ФРГ) и Пхеньянской (КНДР) международных книжных ярмарок. Сотрудник библиотеки является членом одного из постоянных комитетов ИФЛА (Международная ассоциация библиотек).

## Издательская деятельность
Осуществляя информационное сопровождение научных исследований, ГПНТБ СО РАН, издает на собственной полиграфической базе комплекс текущих и ретроспективных указателей литературы по региональной тематике, аналитические обзоры по экологии. Как научно-исследовательское учреждение, библиотека выпускает сборники научных трудов, монографии по вопросам книжного, библиотечного дела и информатике, учебные пособия; издает единственный за Уралом научный журнал по проблемам библиотековедения и книговедения — «Библиосфера».